# Hunt (película de 2022)
Hunt (en hangul, 헌트; RR: Heonteu) es una película de acción y espionaje surcoreana estrenada en 2022, dirigida por Lee Jung-jae en su debut como director, y protagonizada por el mismo Lee junto con Jung Woo-sung.

## Sinopsis
Después de que un alto funcionario de Corea del Norte haya solicitado asilo en la República de Corea, el jefe de la Sección Exterior de la KCIA, Park Pyong-ho (Lee Jung-jae), y el jefe de la Sección Nacional, Kim Jung-do (Jung Woo-sung), reciben el encargo de descubrir a un espía de Corea del Norte, conocido como Donglim, que está profundamente arraigado en su agencia.
Cuando el espía comienza a filtrar información ultrasecreta que podría poner en peligro la seguridad nacional, las dos secciones están asignadas para investigarse mutuamente. En esta tensa situación en la que si no pueden encontrar al topo, pueden ser acusados ellos mismos, Pyong-ho y Jung-do lentamente comienzan a descubrir la verdad.
Al final, deben lidiar con un complot impensable para asesinar al presidente de Corea del Sur.

## Reparto

### Principal
- Lee Jung-jae como Park Pyong-ho. Jefe de la Sección Exterior de la KCIA, que ha estado trabajando para la agencia durante 13 años y es un agente muy respetado.[3]
- Jung Woo-sung como Kim Jung-do. Jefe de la Sección Nacional de la KCIA, exmilitar.[3][4]

### Secundario
- Jeon Hye-jin como Bang Joo-kyung. Agente estrella de la Sección Exterior de la KCIA que trabaja junto a Park Pyong-ho.[5]
- Heo Sung-tae como Jang Cheol-seong. Agente de la Sección Nacional de la KCIA y subordinado leal de Kim Jung-do.[6]
- Go Yoon-jung como Jo Yoo-jeong. Una estudiante universitaria que ha estado bajo la protección y guía de Park Pyong-ho.[7]
- Kim Jong-soo como el director Ahn. Recién nombrado director de la KCIA y exmilitar.[8]
- Jung Man-sik como el agente Yang. Un ambicioso agente de la Sección Exterior de Park Pyong-ho.
- Jin Seon-kyu.[9]
- Kim Chan-hyung.
- Park Min-i.
- Song Duk-ho como un estudiante.[10]
- Jung Jae-sung como Pyo Dong-ho.[11]
- Kim Hak-sun como Shin Ki-cheol, agente norcoreano.[12]

### Apariciones especiales
- Ju Ji-hoon.[13]
- Kim Nam-gil.[13]
- Jo Woo-jin.[13]
- Park Sung-woong.[13]
- Lee Sung-min.[14]
- Yoo Jae-myung.[15]
- Hwang Jung-min.[14]
- Cha Woo-jin.

## Producción
La película es producto de un largo período de gestación. Lee Jung-jae recibió el primer esbozo de guion en 2005 como un proyecto para su compañía productora, pero los directores y guionistas con los que se reunió declinaron participar en él, por la complejidad que presentaba. En 2016 empezó a reescribirlo, añadiendo nuevos personajes, y por consejo de otro productor (Han Jae-duk, de Mana Pictures), se decidió a dirigir también la película. El título original era Namsan, y su realización fue aplazada por diversas circunstancias, que se rodó finalmente entre el 8 de mayo y el 13 de noviembre de 2021. Por tanto, Lee ha asumido en la película las funciones de coguionista, coproductor, director y protagonista.
El coprotagonista de la película es Jung Woo-sung, no solo amigo de Lee Jung-jae sino también socio en la empresa de gestión Artist Company. SIn embargo, es la primera vez en veintiún años que los dos actores aparecen juntos en una película, desde No Sun (1999), en la que se conocieron.

## Estreno
Hunt se estrenó el 19 de mayo de 2022 durante el 75.º Festival Internacional de Cine de Cannes, en la sección oficial fuera de concurso. La proyección tuvo lugar en el auditorio Lumière, con capacidad para 2300 personas, que la ovacionaron en pie durante siete minutos. La película había suscitado el interés de muchos medios de comunicación tanto nacionales como extranjeros, entre los cuales Variety y TF1, el cual la consideró como lo más destacado de la 75.ª edición del festival.
La película fue seleccionada también para inaugurar el 7.º Festival de Cine de Asia Oriental de Londres, en octubre de 2022.

## Crítica
Peter Debruge (Variety) señala en su crítica que la trama parte de un hecho real, el asesinato en 1979 del presidente de Corea del Sur, Park Chung-hee, a manos del jefe de la Agencia Central de Inteligencia del país. Define la película como «un thriller político retorcido y repleto de acción, que te mantiene en vilo mientras se adentra en reinos cada vez más locos, sobre agentes renegados, agendas cambiantes y un complot loco contra el sucesor de Park». Alaba la habilidad de Lee tras la cámara, especialmente en las escenas de acción, pero por otro lado considera con dureza las últimas escenas de la película.
Tim Grierson (ScreenDaily), por el contrario, juzga más positivamente «un final convenientemente exagerado que apunta a una grandeza dramática arrolladora que puede ser un poco forzada pero no obstante es suficientemente satisfactoria»; presenta el debut de Lee Jung-jae como director como un « thriller seguro y violento, que brinda una actuación fríamente controlada que va mano a mano con un igualmente estoico Jung Woo-sung. La trama a veces puede ser enrevesada, pero la película se desarrolla con tanta fuerza que sus adornos familiares de género apenas obstaculizan los procedimientos».
David Rooney (The Hollywood Reporter) escribe: «Protagonistas carismáticos y algunos escenarios intensos te mantienen mirando, pero esta es una película cada vez más frustrante que se pierde en medio de una densa maraña de complicaciones de la trama, dobles tratos, contraplanes y revelaciones sorpresa, sin sentar las bases necesarias para ayudarte a seguir la pista de lo que está pasando. Lee no muestra falta de ambición en su movimiento detrás de la cámara, pero este tipo de intriga de género psicológicamente compleja y de alta velocidad requiere un control narrativo más estricto». Aunque elogia la nítida fotografía de Lee Mo-gae, el montaje de Kim Sang-bum y la «partitura llena de suspenso de Cho Young-wuk», así como la presencia en pantalla de los dos protagonistas, concluye que «sus oleadas dinámicas de violencia son a menudo impresionantes escena por escena, pero, en última instancia, todo se desarrolla a una distancia confusa».
Javier Ocaña (El País) señala que buena parte del interés de esta «película estimable» reside en cómo refleja la complicada situación del país, entre la invasión, la guerra y la reunificación con el norte, pero lamenta algunos defectos del guion en el «desarrollo de personajes y sus motivaciones, como mínimo, harto discutibles». Concluye Ocaña: «Lee juega por un lado a la altura dramática y política, y por otro al entretenimiento comercial. Pero esa indecisión acaba por perjudicar a Hunt, con muy buenos momentos de acción en su puesta en escena, punteados musicalmente por una machacona e infame banda sonora».

## Premios y nominaciones
| Año  | Premios                                   | Categoría                                                  | Candidato                                  | Resultado | Ref.          |
| ---- | ----------------------------------------- | ---------------------------------------------------------- | ------------------------------------------ | --------- | ------------- |
| 2022 | Blue Dragon Film Awards                   | Mejor director novel                                       | Lee Jung-jae                               | Ganador   | [ 27 ]        |
| 2022 | Blue Dragon Film Awards                   | Mejor fotografía e iluminación                             | Lee Mo-gae, Lee Sung-hwan                  | Ganadores | [ 27 ]        |
| 2022 | Blue Dragon Film Awards                   | Mejor montaje                                              | Kim Sang-beom                              | Ganadora  | [ 27 ]        |
| 2022 | Blue Dragon Film Awards                   | Mejor película                                             | Hunt                                       | Nominada  | [ 28 ]        |
| 2022 | Blue Dragon Film Awards                   | Mejor actor                                                | Jung Woo-sung                              | Nominado  | [ 28 ]        |
| 2022 | Blue Dragon Film Awards                   | Mejor actriz de reparto                                    | Jeon Hye-jin                               | Nominada  | [ 28 ]        |
| 2022 | Blue Dragon Film Awards                   | Mejor actriz revelación                                    | Go Youn-jung                               | Nominada  | [ 28 ]        |
| 2022 | Blue Dragon Film Awards                   | Mejor guion                                                | Lee Jung-jae, Cho Seung-hee                | Nominados | [ 28 ]        |
| 2022 | Blue Dragon Film Awards                   | Mejor música                                               | Cho Yeong-wuk                              | Nominado  | [ 28 ]        |
| 2022 | Blue Dragon Film Awards                   | Mejor dirección artística                                  | Park Il-hyan                               | Nominada  | [ 28 ]        |
| 2022 | Buil Film Awards                          | Mejor director novel                                       | Lee Jung-jae                               | Ganador   | [ 29 ]        |
| 2022 | Buil Film Awards                          | Mejor actor                                                | Jung Woo-sung                              | Nominado  | [ 30 ]        |
| 2022 | Buil Film Awards                          | Mejor actor de reparto                                     | Heo Sung-tae                               | Nominado  | [ 30 ]        |
| 2022 | Buil Film Awards                          | Mejor actriz de reparto                                    | Jeon Hye-jin                               | Nominada  | [ 30 ]        |
| 2022 | Buil Film Awards                          | Mejor actriz revelación                                    | Go Youn-jung                               | Nominada  | [ 30 ]        |
| 2022 | Buil Film Awards                          | Mejor guion                                                | Lee Jung-jae, Cho Seung-hee                | Nominados | [ 30 ]        |
| 2022 | Buil Film Awards                          | Mejor dirección artística                                  | Park Il-hyan                               | Nominada  | [ 30 ]        |
| 2022 | 58.º Grand Bell Awards                    | Mejor película                                             | Hunt                                       | Nominada  | [ 31 ]        |
| 2022 | 58.º Grand Bell Awards                    | Mejor director novel                                       | Lee Jung-jae                               | Nominado  | [ 31 ]        |
| 2022 | 58.º Grand Bell Awards                    | Mejor actor                                                | Jung Woo-sung                              | Nominado  | [ 31 ]        |
| 2022 | 58.º Grand Bell Awards                    | Mejor actriz de reparto                                    | Jeon Hye-jin                               | Nominada  | [ 31 ]        |
| 2022 | 58.º Grand Bell Awards                    | Mejor actriz revelación                                    | Go Youn-jung                               | Nominada  | [ 31 ]        |
| 2022 | 58.º Grand Bell Awards                    | Mejor guion                                                | Lee Jung-jae, Jo Seung-hee                 | Nominados | [ 31 ]        |
| 2022 | 58.º Grand Bell Awards                    | Mejor fotografía                                           | Lee Mo-gae                                 | Nominado  | [ 31 ]        |
| 2022 | 58.º Grand Bell Awards                    | Mejor película Editing                                     | Kim Sang-beom                              | Nominada  | [ 31 ]        |
| 2022 | 58.º Grand Bell Awards                    | Mejor dirección artística                                  | Park Il-hyun                               | Nominada  | [ 31 ]        |
| 2022 | 58.º Grand Bell Awards                    | Mejor iluminación                                          | Lee Seong-hwan                             | Ganador   | [ 31 ]        |
| 2022 | 58.º Grand Bell Awards                    | Mejor vestuario                                            | Jo Sang-kyung, Choi Yun-seon               | Nominadas | [ 31 ]        |
| 2022 | 58.º Grand Bell Awards                    | Mejor música                                               | Jo Yeong-wook                              | Nominado  | [ 31 ]        |
| 2022 | Korean Association of Film Critics Awards | Mejor director novel                                       | Lee Jung-jae                               | Ganador   | [ 32 ]        |
| 2022 | Korean Association of Film Critics Awards | Mejor actor                                                | Jung Woo-sung                              | Ganador   | [ 32 ]        |
| 2022 | Korean Association of Film Critics Awards | Mejor actriz de reparto                                    | Jeon Hye-jin                               | Ganadora  | [ 32 ]        |
| 2022 | Korean Association of Film Critics Awards | Korean Association of Film 10 selections of Kim Hyun-seung | Hunt                                       | Ganadora  | [ 32 ]        |
| 2022 | Korean Association of Film Critics Awards | Mejor actor de reparto                                     | Jo Woo-jin                                 | Ganador   | [ 33 ]        |
| 2022 | Korean Film Producers Association Award   | Mejor director                                             | Lee Jung-jae                               | Ganador   | [ 34 ]        |
| 2022 | Korean Film Producers Association Award   | Filmmaking, Arts, and Editing Awards                       | Lee Mo-gae, Park Il-hyun and Kim Sang-beum | Ganadores | [ 34 ]        |
| 2022 | Hawaii Film Critics Society Awards        | Mejor director novel                                       | Lee Jung-jae                               | Ganador   |               |
| 2022 | London East Asia Film Festival            | Premio honorario                                           | Lee Jung-jae                               | Ganador   | [ 35 ]        |
| 2023 | Korea Image Awards                        | Korea Image Stepping Stone Award                           | Lee Jung-jae                               | Ganador   | [ 36 ]        |
| 2023 | Director's Cut Awards                     | Mejor director novel                                       | Lee Jung-jae                               | Nominado  |               |
| 2023 | Baeksang Arts Awards                      | Mejor película                                             | Hunt                                       | Nominada  | [ 37 ] [ 38 ] |
| 2023 | Baeksang Arts Awards                      | Mejor director                                             | Lee Jung-jae                               | Nominado  | [ 37 ] [ 38 ] |
| 2023 | Baeksang Arts Awards                      | Mejor director novel                                       | Lee Jung-jae                               | Nominado  | [ 37 ] [ 38 ] |
| 2023 | Baeksang Arts Awards                      | Mejor actor                                                | Jung Woo-sung                              | Nominado  | [ 37 ] [ 38 ] |
| 2023 | Baeksang Arts Awards                      | Mejor actriz revelación                                    | Go Youn-jung                               | Nominada  | [ 37 ] [ 38 ] |
| 2023 | Baeksang Arts Awards                      | Mejor guion                                                | Lee Jung-jae, Jo Seung-hee                 | Nominados | [ 37 ] [ 38 ] |
| 2023 | Baeksang Arts Awards                      | Premio técnico                                             | Lee Mo-gae                                 | Ganador   | [ 37 ] [ 38 ] |